# David C. Waybur
David Crowder Waybur (Oakland, 29 settembre 1919 – Germania, 28 marzo 1945) è stato un militare statunitense che prestò servizio nell'United States Army durante la seconda guerra mondiale, dove fu decorato con la Medal of Honor a vivente.

## Biografia
Nacque a Oakland, California, il 29 settembre 1919, e crebbe a Piedmont lavorando in una drogheria per pagarsi gli studi presso l’Università della California. Si arruolò nell’United States Army come soldato semplice il 22 novembre 1940, divenendo in seguito ufficiale. Dopo l’entrata in guerra degli Stati Uniti, avvenuta il 6 dicembre 1941, la sua unità, la 3ª Divisione di fanteria fu mobilitata per le operazioni belliche. Promosso First Lieutenant assunse il comando del 3rd Reconnaissance Troop partecipando allo sbarco in Nord Africa nel novembre 1942. Il 10 luglio 1943 fu impegnato nello sbarco degli Alleati in Sicilia, e nella notte di sette giorni dopo si offrì volontario per una missione di ricognizione nei pressi di Agrigento, in una zona controllata dalle truppe italiane, per individuare alcune unità di Ranger rimaste isolate. Al comando di tre jeep fu attaccato da quattro carri armati nei pressi di un ponte distrutto che aprirono il fuoco colpendo i veicoli americani. Rimasto ferito insieme a tre dei suoi soldati, sparò con le mitragliatrici fino ad esaurire le munizioni, e poi andò all’attacco di un carro armato munito di un mitra Thompson riuscendo ad uccidere i membri dell’equipaggio. Richiesto soccorso al comando statunitense tramite l’invio di un messaggero, continuò a combattere fino all’arrivo dei rinforzi il mattino successivo, che indusse i tre carri superstiti alla ritirata.
Il 21 ottobre 1943 fu decretata la concessione della Medal of Honor, che gli fu consegnata dal tenente generale Mark Clark, comandante della 5ª Armata, nel corso di una cerimonia avvenuta in Nord Africa nel corso dello stesso anno.
Ripresosi dalle ferite fu inviato negli Stati Uniti per lavorare alla promozione della vendita dei buoni del tesoro a sostegno dello sforzo bellico, ma chiese, ed ottenne, di ritornare a combattere. Rimase ucciso in combattimento in Germania il 28 marzo 1945, e il suo corpo fu sepolto presso il Lorraine American Cemetery and Memorial di Saint-Avold, Francia. Oltre alla Medal of Honor, era stato decorato anche con la Silver Star e la Purple Heart.

## Onorificenze

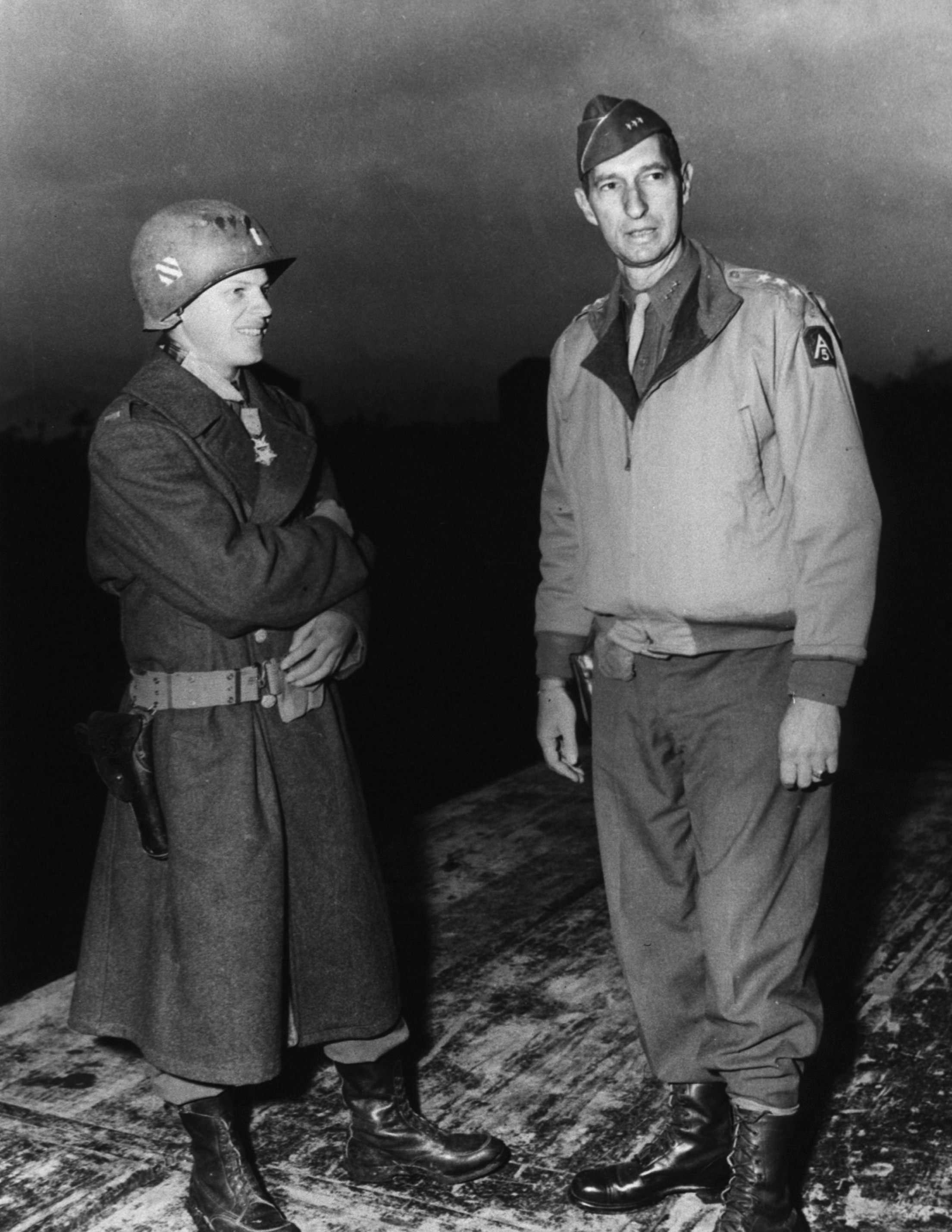
La consegna della Medal of Honor a David C. Waybur da parte del generale Mark Wayne Clark.

### Periodici
- Michele Bellavia, Un eroe ad Agrigento:La storia di David C. Waybur, in Eserciti nella Storia, n. 77, Parma, Delta Editrice, novembre-dicembre 2013,  p. 15.